# Platyrrhinus
Platyrrhinus är ett släkte av fladdermöss som ingår i familjen bladnäsor.

## Utseende
Arterna når en kroppslängd (huvud och bål) av 48 till 98 mm och en underarmlängd av 36 till 64 mm. Den rudimentära svansen är inte synlig utanför kroppen. Stora arter som Platyrrhinus vittatus väger nästan 55 g och små arter som Platyrrhinus helleri är bara 14 g tunga. Pälsen har allmänt en mörkbrun till svartaktig färg. Påfallande är ljusgråa eller vita strimmor i ansiktet och på ryggens mitt. Ansiktets strimmor går från näsan till hjässan vid öronens rot samt från munnen till örsnibben. Ett blad (hudflik) finns på näsan liksom hos de flesta andra bladnäsor. De medelstora öronen är lite avrundade.

## Ekologi
Dessa fladdermöss föredrar fuktiga skogar som habitat men de hittas även i andra regioner. De vilar i den täta växtligheten, under mossa på träd, i håligheter under rötter, under överhängande klippor, i grottor och i byggnader. Vid viloplatsen bildas flockar med 3 till 10 medlemmar, ibland upp till 20 medlemmar. Honor med ungar bildar hos några arter egna flockar som är skilda från hanarna. Hos Platyrrhinus lineatus observerades även flockar med en dominant hane och flera honor. Per kull föds en unge. Parningstiden är beroende på art och utbredningsområde. Hos Platyrrhinus helleri förekommer två kullar per år, en vid slutet av den torra perioden och en i mitten av regntiden.
Arterna äter främst frukter samt några insekter.

## Arter
Arter enligt IUCN:
- Platyrrhinus albericoi, lever vid Andernas östra sluttningar från Colombia till Bolivia.
- Platyrrhinus aurarius, förekommer i Venezuela, norra Brasilien, Guyana och Surinam.
- Platyrrhinus brachycephalus, hittas i norra Sydamerika öster om Anderna.
- Platyrrhinus chocoensis, har sitt utbredningsområde i västra Colombia och norra Ecuador.
- Platyrrhinus dorsalis, förekommer från norra Venezuela till norra Ecuador.
- Platyrrhinus helleri, hittas från södra Mexiko till Bolivia och södra Brasilien.
- Platyrrhinus incarum, finns i nordvästra Sydamerika.
- Platyrrhinus infuscus, lever öster om Anderna från Colombia till Bolivia.
- Platyrrhinus ismaeli, bor i Anderna från Colombia till Peru.
- Platyrrhinus lineatus, förekommer i norra Anderna samt från centrala Brasilien till Uruguay.
- Platyrrhinus masu, hittas vid Andernas östra sluttningar i Peru och Bolivia.
- Platyrrhinus matapalensis, är endemisk för Ecuador väster om Anderna.
- Platyrrhinus nigellus, lever i norra Anderna, söderut till centrala Bolivia.
- Platyrrhinus recifinus, förekommer i östra Brasilien.
- Platyrrhinus umbratus, har små populationer i norra Venezuela och nordöstra Colombia.
- Platyrrhinus vittatus, hittas från Costa Rica till norra Venezuela och norra Colombia.

IUCN listar P. chocoensis som starkt hotad (EN), P. ismaeli som sårbar (VU), P. matapalensis som nära hotad (NT), P. umbratus med kunskapsbrist (DD) och alla andra som livskraftiga (LC).